# Galve
Galve è un comune spagnolo di 141 abitanti situato nella comunità autonoma dell'Aragona.